# Élections cantonales de 2011 dans la Nièvre
Les élections cantonales ont eu lieu les 20 et 27 mars 2011.

## Contexte départemental

### Assemblée départementale sortante
Avant les élections, le conseil général de la Nièvre est présidé par Marcel Charmant (PS). Il comprend 32 conseillers généraux issus des 32 cantons de la Nièvre. 16 d'entre eux sont renouvelables lors de ces élections. 
| Parti                             | Sigle | Élus |
| --------------------------------- | ----- | ---- |
| Majorité (22 sièges)              |       |      |
| Parti socialiste                  | PS    | 19   |
| Divers gauche                     | DVG   | 2    |
| Parti communiste français         | PCF   | 1    |
| Opposition (9 sièges)             |       |      |
| Union pour un mouvement populaire | UMP   | 7    |
| Divers droite                     | DVD   | 2    |
| Non-inscrits (1 siège)            |       |      |
| Divers gauche                     | DVG   | 1    |
| Président du conseil général      |       |      |
| Marcel Charmant (PS)              |       |      |

## Résultats à l'échelle du département

### Résultat global dans les 16 cantons concernés
Lors du 1er tour du 20 mars 2011, sur les 82 967 inscrits concernés par ces élections, 39 077 votants se sont présentés aux urnes, soit un taux d'abstention de 52,90 %.

Sur les 16 conseillers généraux à renouveler, 6 ont été élus dès le 1er tour : cantons de Donzy, Fours, Luzy, La Machine, Tannay et Varzy.
Pour le 2d tour du 27 mars 2011, 60 932 ont été appelés à voter pour les 10 autres postes de conseillers généraux à renouveler. 33 334 votants se sont présentés aux urnes, soit un taux d'abstention de 54,71 %.
|                | Premier tour (16 cantons) | Premier tour (16 cantons) | Second tour (10 cantons) | Second tour (10 cantons) |
| Nombre         | % inscrits                | Nombre                    | % inscrits               |                          |
| -------------- | ------------------------- | ------------------------- | ------------------------ | ------------------------ |
| Inscrits       | 82 967                    | 100,00                    | 60 932                   | 100,00                   |
| Abstentions    | 43 890                    | 52,90                     | 33 334                   | 54,71                    |
| Votants        | 39 077                    | 47,10                     | 27 598                   | 45,29                    |
| Blancs ou nuls | 1 370                     | 1,65                      | 2 335                    | 3,83                     |
| Exprimés       | 37 707                    | 45,45                     | 25 263                   | 41,46                    |

### Résultats en nombre de sièges
| Parti | Sièges mis en jeu | Élus | Évolution     |
| ----- | ----------------- | ---- | ------------- |
| PS    | 12                | 12   | en stagnation |
| DVD   | 3                 | 3    | en stagnation |
| DVG   | 1                 | 1    | en stagnation |

### Assemblée départementale à l'issue des élections
À l'issue des élections, chaque parti ayant conservé leurs sièges, leur répartition dans l'assemblée départementale reste inchangé, soit 22 élus dans la majorité de droite, 9 élus dans l'opposition et 1 élu sans étiquette.
À la suite de la session du 31 mars 2011, Patrice Joly (PS) est élu président du conseil général de la Nièvre avec 23 voix contre 9 pour Jean-Luc Gauthier (UMP).
| Parti                             | Sigle | Élus |
| --------------------------------- | ----- | ---- |
| Majorité (22 sièges)              |       |      |
| Parti socialiste                  | PS    | 19   |
| Divers gauche                     | DVG   | 2    |
| Parti communiste français         | PCF   | 1    |
| Opposition (9 sièges)             |       |      |
| Union pour un mouvement populaire | UMP   | 7    |
| Divers droite                     | DVD   | 2    |
| Non-inscrits (1 siège)            |       |      |
| Divers gauche                     | DVG   | 1    |
| Président du conseil général      |       |      |
| Patrice Joly (PS)                 |       |      |

## Résultats par canton

### Canton de La Charité-sur-Loire
| Candidat       | Candidat                 | Étiquette      | Premier tour | Premier tour | Second tour | Second tour |
| Candidat       | Candidat                 | Étiquette      | Voix         | %            | Voix        | %           |
| -------------- | ------------------------ | -------------- | ------------ | ------------ | ----------- | ----------- |
|                | Constantin Rodriguez *   | PS             | 1 433        | 40,23        | 2 292       | 68,48       |
|                | Thomas Rolland           | FN             | 665          | 18,67        | 1 055       | 31,52       |
|                | Alexis Richert           | MPF            | 571          | 16,03        |             |             |
|                | Bernard Dubresson        | PCF            | 521          | 14,63        |             |             |
|                | Sylvie Dupart-Muzerelles | EÉLV           | 372          | 10,44        |             |             |
|                |                          |                |              |              |             |             |
| Inscrits       | Inscrits                 | Inscrits       | 8 116        | 100,00       | 8 117       | 100,00      |
| Abstentions    | Abstentions              | Abstentions    | 4 443        | 54,74        | 4 378       | 53,94       |
| Votants        | Votants                  | Votants        | 3 673        | 45,26        | 3 739       | 46,06       |
| Blancs et nuls | Blancs et nuls           | Blancs et nuls | 111          | 3,02         | 392         | 10,48       |
| Exprimés       | Exprimés                 | Exprimés       | 3 562        | 96,98        | 3 347       | 89,52       |

*sortant

### Canton de Corbigny
| Candidat       | Candidat             | Étiquette      | Premier tour | Premier tour | Second tour | Second tour |
| Candidat       | Candidat             | Étiquette      | Voix         | %            | Voix        | %           |
| -------------- | -------------------- | -------------- | ------------ | ------------ | ----------- | ----------- |
|                | Jean-Paul Magnon *   | PS             | 1 085        | 49,10        | 1 315       | 59,77       |
|                | Jean-Charles Rochard | UMP            | 725          | 32,81        | 885         | 40,23       |
|                | Marcel Stéphan       | FN             | 272          | 12,31        |             |             |
|                | Hervé Rivière        | PCF            | 128          | 5,79         |             |             |
|                |                      |                |              |              |             |             |
| Inscrits       | Inscrits             | Inscrits       | 3 879        | 100,00       | 3 880       | 100,00      |
| Abstentions    | Abstentions          | Abstentions    | 1 618        | 41,71        | 1 557       | 40,13       |
| Votants        | Votants              | Votants        | 2 261        | 58,29        | 2 323       | 59,87       |
| Blancs et nuls | Blancs et nuls       | Blancs et nuls | 51           | 2,26         | 123         | 5,29        |
| Exprimés       | Exprimés             | Exprimés       | 2 210        | 97,74        | 2 200       | 94,71       |

*sortant

### Canton de Decize
| Candidat       | Candidat          | Étiquette      | Premier tour | Premier tour | Second tour | Second tour |
| Candidat       | Candidat          | Étiquette      | Voix         | %            | Voix        | %           |
| -------------- | ----------------- | -------------- | ------------ | ------------ | ----------- | ----------- |
|                | Alain Lassus *    | PS             | 1 309        | 48,88        | 1 878       | 74,82       |
|                | Hervé Burguender  | FN             | 434          | 16,21        | 632         | 25,18       |
|                | Jean-Michel Douet | UMP            | 421          | 15,72        |             |             |
|                | Monique Menand    | PCF            | 337          | 12,58        |             |             |
|                | Jean-Luc Mouloise | EÉLV           | 177          | 6,61         |             |             |
|                |                   |                |              |              |             |             |
| Inscrits       | Inscrits          | Inscrits       | 6 208        | 100,00       | 6 208       | 100,00      |
| Abstentions    | Abstentions       | Abstentions    | 3 420        | 55,09        | 3 448       | 55,54       |
| Votants        | Votants           | Votants        | 2 788        | 44,91        | 2 760       | 44,46       |
| Blancs et nuls | Blancs et nuls    | Blancs et nuls | 110          | 3,95         | 250         | 9,06        |
| Exprimés       | Exprimés          | Exprimés       | 2 678        | 96,05        | 2 510       | 90,94       |

*sortant

### Canton de Donzy
| Candidat       | Candidat          | Étiquette      | Premier tour | Premier tour |
| Candidat       | Candidat          | Étiquette      | Voix         | %            |
| -------------- | ----------------- | -------------- | ------------ | ------------ |
|                | Thierry Flandin * | DVD            | 1 178        | 65,19        |
|                | Agathe Bazin      | PCF            | 377          | 20,86        |
|                | Claude Lassarre   | FN             | 252          | 13,95        |
|                |                   |                |              |              |
| Inscrits       | Inscrits          | Inscrits       | 3 275        | 100,00       |
| Abstentions    | Abstentions       | Abstentions    | 1 430        | 43,66        |
| Votants        | Votants           | Votants        | 1 845        | 56,34        |
| Blancs et nuls | Blancs et nuls    | Blancs et nuls | 38           | 2n06         |
| Exprimés       | Exprimés          | Exprimés       | 1 807        | 97,94        |

*sortant

### Canton de Fours
| Candidat       | Candidat          | Étiquette      | Premier tour | Premier tour |
| Candidat       | Candidat          | Étiquette      | Voix         | %            |
| -------------- | ----------------- | -------------- | ------------ | ------------ |
|                | Michel Mulot      | PS             | 1 253        | 63,86        |
|                | Véronique Laurent | FN             | 288          | 14,68        |
|                | Pierrick Urbuauer | DVD            | 177          | 9,02         |
|                | Josette Henry     | UMP            | 149          | 7,59         |
|                | Odette Leloutre   | PCF            | 95           | 4,84         |
|                |                   |                |              |              |
| Inscrits       | Inscrits          | Inscrits       | 3 604        | 100,00       |
| Abstentions    | Abstentions       | Abstentions    | 1 565        | 43,42        |
| Votants        | Votants           | Votants        | 2 039        | 56,58        |
| Blancs et nuls | Blancs et nuls    | Blancs et nuls | 77           | 3,78         |
| Exprimés       | Exprimés          | Exprimés       | 1 962        | 96,22        |

### Canton d'Imphy
| Candidat       | Candidat           | Étiquette      | Premier tour | Premier tour | Second tour | Second tour |
| Candidat       | Candidat           | Étiquette      | Voix         | %            | Voix        | %           |
| -------------- | ------------------ | -------------- | ------------ | ------------ | ----------- | ----------- |
|                | Georges Eymery *   | PS             | 1 133        | 44,80        | 1 761       | 71,04       |
|                | Caroline Bas       | FN             | 497          | 19,65        | 718         | 28,96       |
|                | Bernard Daguin     | PCF            | 352          | 13,92        |             |             |
|                | Dany Delmas        | DVG            | 335          | 13,25        |             |             |
|                | Joëlle Massebœuf   | EÉLV           | 168          | 6,64         |             |             |
|                | Christian Bonnaire | DIV            | 44           | 1,74         |             |             |
|                |                    |                |              |              |             |             |
| Inscrits       | Inscrits           | Inscrits       | 6 030        | 100,00       | 6 030       | 100,00      |
| Abstentions    | Abstentions        | Abstentions    | 3 394        | 56,29        | 3 363       | 55,77       |
| Votants        | Votants            | Votants        | 2 636        | 43,71        | 2 667       | 44,23       |
| Blancs et nuls | Blancs et nuls     | Blancs et nuls | 107          | 2,06         | 188         | 7,05        |
| Exprimés       | Exprimés           | Exprimés       | 2 529        | 95,94        | 2 479       | 92,95       |

*sortant

### Canton de Luzy
| Candidat       | Candidat              | Étiquette      | Premier tour | Premier tour |
| Candidat       | Candidat              | Étiquette      | Voix         | %            |
| -------------- | --------------------- | -------------- | ------------ | ------------ |
|                | Jocelyne Guérin       | PS             | 1 232        | 55,05        |
|                | Philippe De Laplanche | DVD            | 552          | 24,66        |
|                | Patrick Poitevin      | FN             | 232          | 10,37        |
|                | Marc Le Mignon        | EXG            | 82           | 3,66         |
|                | Claude Amour          | PCF            | 81           | 3,62         |
|                | Georges Berger        | EÉLV           | 59           | 2,64         |
|                |                       |                |              |              |
| Inscrits       | Inscrits              | Inscrits       | 3 599        | 100,00       |
| Abstentions    | Abstentions           | Abstentions    | 1 282        | 35,62        |
| Votants        | Votants               | Votants        | 2 317        | 64,38        |
| Blancs et nuls | Blancs et nuls        | Blancs et nuls | 79           | 3,81         |
| Exprimés       | Exprimés              | Exprimés       | 2 238        | 96,59        |

### Canton de La Machine
| Candidat       | Candidat          | Étiquette      | Premier tour | Premier tour |
| Candidat       | Candidat          | Étiquette      | Voix         | %            |
| -------------- | ----------------- | -------------- | ------------ | ------------ |
|                | Daniel Barbier *  | PS             | 1 507        | 60,82        |
|                | Florence Lassarre | FN             | 464          | 18,72        |
|                | Noël Fumat        | PCF            | 356          | 14,37        |
|                | Patrick Broll     | EÉLV           | 151          | 6,09         |
|                |                   |                |              |              |
| Inscrits       | Inscrits          | Inscrits       | 5 804        | 100,00       |
| Abstentions    | Abstentions       | Abstentions    | 3 230        | 55,65        |
| Votants        | Votants           | Votants        | 2 574        | 44,35        |
| Blancs et nuls | Blancs et nuls    | Blancs et nuls | 96           | 3,73         |
| Exprimés       | Exprimés          | Exprimés       | 2 478        | 96,27        |

*sortant

### Canton de Montsauche-les-Settons
| Candidat       | Candidat       | Étiquette      | Premier tour | Premier tour | Second tour | Second tour |
| Candidat       | Candidat       | Étiquette      | Voix         | %            | Voix        | %           |
| -------------- | -------------- | -------------- | ------------ | ------------ | ----------- | ----------- |
|                | Patrice Joly * | PS             | 787          | 49,13        | 1 095       | 69,39       |
|                | Harold Blanot  | FN             | 388          | 24,22        | 483         | 30,61       |
|                | Guy Sarrado    | PCF            | 262          | 16,35        |             |             |
|                | Anaïs Hubert   | EÉLV           | 165          | 10,30        |             |             |
|                |                |                |              |              |             |             |
| Inscrits       | Inscrits       | Inscrits       | 3 357        | 100,00       | 3 357       | 100,00      |
| Abstentions    | Abstentions    | Abstentions    | 1 684        | 50,16        | 1 637       | 48,76       |
| Votants        | Votants        | Votants        | 1 673        | 49,84        | 1 720       | 51,24       |
| Blancs et nuls | Blancs et nuls | Blancs et nuls | 71           | 4,24         | 142         | 8,26        |
| Exprimés       | Exprimés       | Exprimés       | 1 602        | 95,76        | 1 578       | 91,74       |

*sortant

### Canton de Nevers-Est
| Candidat       | Candidat           | Étiquette      | Premier tour | Premier tour | Second tour | Second tour |
| Candidat       | Candidat           | Étiquette      | Voix         | %            | Voix        | %           |
| -------------- | ------------------ | -------------- | ------------ | ------------ | ----------- | ----------- |
|                | Delphine Fleury    | PS             | 786          | 39,05        | 1 338       | 67,07       |
|                | Valérie Renard     | FN             | 394          | 19,57        | 657         | 32,93       |
|                | Guillaume Maillard | NC             | 349          | 17,34        |             |             |
|                | Mireille Denègre   | PCF            | 174          | 8,64         |             |             |
|                | Nathalie Charvy    | EÉLV           | 173          | 8,59         |             |             |
|                | Bruno Benchemakh   | DVD            | 137          | 6,81         |             |             |
|                |                    |                |              |              |             |             |
| Inscrits       | Inscrits           | Inscrits       | 5 860        | 100,00       | 5 860       | 100,00      |
| Abstentions    | Abstentions        | Abstentions    | 3 766        | 64,27        | 3 630       | 61,95       |
| Votants        | Votants            | Votants        | 2 094        | 35,73        | 2 230       | 38,05       |
| Blancs et nuls | Blancs et nuls     | Blancs et nuls | 81           | 3,87         | 235         | 1,54        |
| Exprimés       | Exprimés           | Exprimés       | 2 013        | 96,13        | 1 995       | 89,46       |

### Canton de Nevers-Nord
| Candidat       | Candidat              | Étiquette      | Premier tour | Premier tour | Second tour | Second tour |
| Candidat       | Candidat              | Étiquette      | Voix         | %            | Voix        | %           |
| -------------- | --------------------- | -------------- | ------------ | ------------ | ----------- | ----------- |
|                | Jean-Louis Balleret * | PS             | 1 622        | 50,03        | 2 175       | 65,59       |
|                | Adrien Montoille      | UMP            | 650          | 20,05        | 1 141       | 34,41       |
|                | Gilles Tasset         | EÉLV           | 328          | 10,12        |             |             |
|                | Didier Bourotte       | PCF            | 271          | 8,36         |             |             |
|                | Bruno Franchini       | AC             | 175          | 5,40         |             |             |
|                | Damien Baudry         | BI-MSE         | 139          | 4,29         |             |             |
|                | Chantal de Thoury     | AR             | 57           | 1,76         |             |             |
|                |                       |                |              |              |             |             |
| Inscrits       | Inscrits              | Inscrits       | 8 912        | 100,00       | 8 912       | 100,00      |
| Abstentions    | Abstentions           | Abstentions    | 5 462        | 61,29        | 5 303       | 59,50       |
| Votants        | Votants               | Votants        | 3 450        | 38,71        | 3 609       | 40,50       |
| Blancs et nuls | Blancs et nuls        | Blancs et nuls | 208          | 6,03         | 293         | 8,12        |
| Exprimés       | Exprimés              | Exprimés       | 3 242        | 93,97        | 3 316       | 91,88       |

*sortant

### Canton de Nevers-Sud
| Candidat       | Candidat          | Étiquette      | Premier tour | Premier tour | Second tour | Second tour |
| Candidat       | Candidat          | Étiquette      | Voix         | %            | Voix        | %           |
| -------------- | ----------------- | -------------- | ------------ | ------------ | ----------- | ----------- |
|                | Yvette Morillon * | PS             | 1 580        | 33,47        | 2 725       | 60,19       |
|                | Philippe Cordier  | UMP            | 928          | 19,66        | 1 802       | 39,81       |
|                | Jean-Marc Bily    | FN             | 750          | 15,89        |             |             |
|                | Fabrice Berger    | EÉLV           | 747          | 15,82        |             |             |
|                | Didier Bourotte   | PCF            | 521          | 11,04        |             |             |
|                | Alain Morillo     | DVD            | 195          | 4,13         |             |             |
|                |                   |                |              |              |             |             |
| Inscrits       | Inscrits          | Inscrits       | 12 510       | 100,00       | 12 510      | 100,00      |
| Abstentions    | Abstentions       | Abstentions    | 7 622        | 60,93        | 7 485       | 59,83       |
| Votants        | Votants           | Votants        | 4 888        | 39,07        | 5 025       | 40,17       |
| Blancs et nuls | Blancs et nuls    | Blancs et nuls | 167          | 3,42         | 498         | 9,91        |
| Exprimés       | Exprimés          | Exprimés       | 4 721        | 96,58        | 4 527       | 90,09       |

*sortant

### Canton de Prémery
| Candidat       | Candidat          | Étiquette      | Premier tour | Premier tour | Second tour | Second tour |
| Candidat       | Candidat          | Étiquette      | Voix         | %            | Voix        | %           |
| -------------- | ----------------- | -------------- | ------------ | ------------ | ----------- | ----------- |
|                | Jacques Legrain * | PS             | 633          | 33,83        | 962         | 52,57       |
|                | Alexis Plisson    | DIV            | 398          | 21,27        | 868         | 47,43       |
|                | Danielle Pacault  | FN             | 290          | 15,50        |             |             |
|                | Annie Legrain     | UMP            | 275          | 14,70        |             |             |
|                | Monique Choquel   | PCF            | 187          | 9,99         |             |             |
|                | Claude Tardy      | EÉLV           | 88           | 4,70         |             |             |
|                |                   |                |              |              |             |             |
| Inscrits       | Inscrits          | Inscrits       | 3 363        | 100,00       | 3 364       | 100,00      |
| Abstentions    | Abstentions       | Abstentions    | 1 461        | 43,44        | 1 419       | 42,18       |
| Votants        | Votants           | Votants        | 1 902        | 56,56        | 1 945       | 57,82       |
| Blancs et nuls | Blancs et nuls    | Blancs et nuls | 31           | 1,63         | 115         | 5,91        |
| Exprimés       | Exprimés          | Exprimés       | 1 871        | 98,37        | 1 830       | 94,09       |

*sortant

### Canton de Saint-Saulge
| Candidat       | Candidat            | Étiquette      | Premier tour | Premier tour | Second tour | Second tour |
| Candidat       | Candidat            | Étiquette      | Voix         | %            | Voix        | %           |
| -------------- | ------------------- | -------------- | ------------ | ------------ | ----------- | ----------- |
|                | Bernadette Larivé * | DVD            | 680          | 43,32        | 856         | 57,80       |
|                | Christian Javelle   | DVG            | 362          | 24,66        | 625         | 42,20       |
|                | Jacques Cordier     | FN             | 219          | 14,92        |             |             |
|                | Christophe Boudet   | EÉLV           | 111          | 7,56         |             |             |
|                | Rachid Leslous      | PCF            | 80           | 5,45         |             |             |
|                | Stéphane Somazzi    | BI-MSE         | 16           | 1,09         |             |             |
|                |                     |                |              |              |             |             |
| Inscrits       | Inscrits            | Inscrits       | 2 685        | 100,00       | 2 694       | 100,00      |
| Abstentions    | Abstentions         | Abstentions    | 1 154        | 42,98        | 1 114       | 41,35       |
| Votants        | Votants             | Votants        | 1 531        | 57,02        | 1 580       | 58,65       |
| Blancs et nuls | Blancs et nuls      | Blancs et nuls | 63           | 4,11         | 99          | 6,27        |
| Exprimés       | Exprimés            | Exprimés       | 1 468        | 95,89        | 1 481       | 93,73       |

*sortant

### Canton de Tannay
| Candidat       | Candidat          | Étiquette      | Premier tour | Premier tour |
| Candidat       | Candidat          | Étiquette      | Voix         | %            |
| -------------- | ----------------- | -------------- | ------------ | ------------ |
|                | Philippe Nolot *  | DVD            | 814          | 53,27        |
|                | Christian Javelle | PS             | 369          | 24,15        |
|                | Claudie Héline    | EÉLV           | 97           | 6,35         |
|                | Danielle Fresneau | PCF            | 53           | 3,47         |
|                | Paul Périer       | FN             | 195          | 12,76        |
|                |                   |                |              |              |
| Inscrits       | Inscrits          | Inscrits       | 2 440        | 100,00       |
| Abstentions    | Abstentions       | Abstentions    | 871          | 35,70        |
| Votants        | Votants           | Votants        | 1 569        | 64,30        |
| Blancs et nuls | Blancs et nuls    | Blancs et nuls | 41           | 2,61         |
| Exprimés       | Exprimés          | Exprimés       | 1 528        | 97,39        |

*sortant

### Canton de Varzy
| Candidat       | Candidat                | Étiquette      | Premier tour | Premier tour |
| Candidat       | Candidat                | Étiquette      | Voix         | %            |
| -------------- | ----------------------- | -------------- | ------------ | ------------ |
|                | Lucien Larivé *         | DVG            | 933          | 51,89        |
|                | Pierre Aronoff-Bourgeot | UMP            | 466          | 25,92        |
|                | Dominique Martinet      | FN             | 262          | 14,57        |
|                | Josiane Magny           | PCF            | 137          | 7,62         |
|                |                         |                |              |              |
| Inscrits       | Inscrits                | Inscrits       | 3 325        | 100,00       |
| Abstentions    | Abstentions             | Abstentions    | 1 488        | 44,75        |
| Votants        | Votants                 | Votants        | 1 837        | 55,25        |
| Blancs et nuls | Blancs et nuls          | Blancs et nuls | 39           | 2,12         |
| Exprimés       | Exprimés                | Exprimés       | 1 798        | 97,88        |

*sortant